# Ваган
Ваган — корытце или неглубокая деревянная миска овальной формы, похожая на плоское блюдо. Ваган использовался для резки, сечки, рубки, шинковки и других видов измельчения варёного мяса, рыбы, овощей, грибов. Сохранялся в кухонном инвентаре всех славян до начала XX века.
Вышел из обихода в основном из-за появления мясорубок, что привело к изменению консистенции фаршей, начинок, исчезновению изделий из теста с рубленым мясом, многослойных высоких кулебяк и больших пирогов, где для равномерного пропекания необходимы сечёные (проветриваемые) начинки, а не тёрто-молотые, образующие более плотный и непроницаемый для воздуха слой, пропекаемый лишь в небольших по размерам пирогах и пирожках.
Происхождение слова неизвестно, однако оно широко распространено в славянских языках (украинский, болгарский, сербохорватский, словенский, чешский, словацкий), откуда было заимствовано в балтийские (латышский, литовский, прусский), некоторые финно-угорские (эстонский, мордовский) и возможно греческий . 